# Neon Genesis Evangelion: Angelic Days
Neon Genesis Evangelion: Angelic Days (яп. 新世紀エヴァンゲリオン 鋼鉄のガールフレンド2nd Shin Seiki Evangelion Kotetsu no Garufurendo 2nd) — манга Фумино Хаяси, основанная на оригинальной истории от Gainax. Манга является адаптацией игры Girlfriend of Steel 2nd и в противовес оригинальному сериалу Neon Genesis Evangelion предлагает альтернативный светлый мир, показанный в финальных эпизодах сериала. Это обуславливает выбор жанра манги: романтическая комедия. В Японии изданием манги занималась Kadokawa Shoten, опубликовав её в журнале Monthly Asuka в период с 2003 по 2005 годы и позднее издав мангу в шести танкобонах.
Neon Genesis Evangelion: Angelic Days продолжает линию альтернативного светлого мира, увиденного Синдзи в 26 эпизоде оригинального сериала. В этом мире Аска является его другом детства, Мисато — учителем, а Рей Аянами — ученица-новичок, недавно перешедшая в его класс. Тема Евангелионов и Ангелов затрагивается слабо и полностью не раскрывается; они впервые появляются в конце второго тома манги во время битвы Синдзи и Рей с Сакиилом. Манга завершается намного более счастливым концом, нежели оригинальное аниме.
Манга была лицензирована на английском языке издательством ADV Manga, которая издала её в журнале Newtype USA передвыпуском отдельных томов.

## Сюжет
Как и в оригинальном аниме-сериале, первые четыре тома манги посвящены сражениям с Ангелами, но имеется несколько существенных отличий, а также несколько сторонних сюжетных линий, как то:
- Аска и Синдзи являются друзьями детства, но неохотно развивают свои отношения из страха потерять эту дружбу. Тем не менее Аска ревнует Синдзи, когда к нему проявляет интерес Рей.
- Кенске безответно влюблен в Аску, но опасается действовать активно из-за опасения, что Синдзи может испытывать к ней схожие чувства. Рей находится в аналогичном положении, но сама является объектом интереса.
- Тодзи и Хикари встречаются, несмотря на то, что вторжение Ангелов угрожает их жизням.
- Каору является другом детства Синдзи. Их дружба началась, когда в детстве Аска и Синдзи поссорились, из-за этого Каору и Аска никак не могут установить теплые отношения. Со временем Каору теряет всех друзей, кроме Синдзи, и из-за этого злится, когда Аска и Синдзи становятся ближе. Он также старается препятствовать сближению Рей и Синдзи.
- Плотный рабочий график Гэндо Икари и его нелюдимый характер возмущают Синдзи, которому не нравится отношение отца к его матери, Юи.

В конце четвёртого тома манги главные персонажи — пилоты Евангелионов, оказываются разбросанными по всему миру. Тем не менее они планируют встретиться, когда угроза Ангелов исчезнет. Также дети становятся слишком взрослыми и более не могут быть пилотами.
Пятый том является флешбэком, возвращающим читателя в юность Гэндо и Юи. Он показывает Гэндо жестоким юношей, покинутым родителями и ненавидящим весь мир. Юи показана как привлекательная студентка, центр всеобщего внимания, которая заинтересовывается Гэндо и помогает ему преодолеть его проблемы.
Шестой том рассказывает историю после поражения Ангелов, показывая судьбы и действия героев после их взросления. Том является попыткой логичного завершения истории и увязывания всех концов, так:
- Рей и Рицуко Акаги понимают, что их романтические чувства так и останутся безответными: чувства Рей к Синдзи и чувства Рицуко к Гэндо.
- Мисато и Кадзи, встречавшиеся в колледже и оставшиеся добрыми друзьями, пересматривают свои чувства. Они решают продолжить развивать отношения, но не собираются действовать слишком стремительно.
- Отношения между Хикари и Тодзи подвергаются серьёзной проверке, связанной с повышенной опасностью работы Тодзи.
- Между Синдзи и Аской завязываются отношения.

Цели, чувства, назначение, истинная сущность и судьба Каору так и не раскрываются.

## Персонажи
Хотя в Neon Genesis Evangelion: Angelic Days фигурируют те же персонажи под теми же именами, их характеры иногда существенно отличаются от персонажей из оригинального аниме Neon Genesis Evangelion.
Синдзи Икари — главный герой серии. Он робкий, тихий и легко поддающийся влиянию других людей мальчик. Тем не менее в манге он более общительный и дружелюбный. Является другом детства Аски Лэнгли Сорью.
Аска Лэнгли Сорью — рыжеволосая девушка со вспыльчивым характером. Хотя Аска является подругой Синдзи, она нередко причиняет ему боль. В гневе она особенно жестока, так, в начале серии она открыто враждебно настроена по отношению к Каору, а, ревнуя Синдзи, она обливает его кипящей водой во время уроков кулинарии. Тем не менее она заботится о своих друзьях, помогает им по мере своих сил. Считает себя спутницей Синдзи и имеет очень ясные представления о том, что хорошо, а что плохо. Её требовательность объясняется желанием не быть обузой, особенно для своих родителей или Синдзи.
Аянами Рей — очень открытая и позитивная девушка, экстраверт, представляет собой прямую противоположность оригинальной Рей. Тем не менее Рей достаточно неуклюжа в общении и порой неспособна выполнять даже такие банальные задачи, как очистка яйца. Девочки из класса недолюбливают Рей за попытки флирта с мальчиками и за ношение формы её старой школы.
Каору Нагиса — по аналогии с аниме, Каору Нагиса является таинственной личностью, чьё прошлое скрыто Nerv. Несмотря на недостаток официальных сведений, Синдзи отмечает, что он знаком с Каору по меньшей мере 10 лет — столько же, сколько и с Аской. В частности, Каору и Синдзи нередко вместе занимаются исполнением музыкальных произведений (Синдзи играет на виолончели, а Каору — на скрипке). Также Каору упоминается как часть «любовного треугольника» вокруг Синдзи. И в истории Синдзи, и в истории Гэндо содержатся явные намеки на связь Каору с Ангелами.
Тодзи Судзухара — одноклассник Синдзи и один из его друзей, кто участвует в программе пилотирования Ев. Он отвечает взаимностью Хикари, когда узнаёт о её чувствах. Тодзи является спортсменом, периодически ссорится с Аской. Тем не менее его характер раскрыт более полно, так, он готов рисковать жизнью ради Хикари, несмотря на некоторые колебания.
Кенске Аида — одноклассник Синдзи, также участвующий в программе пилотирования Nerv. Он увлекается любительской видеосъемкой. Кенске испытывает чувства к Аске и пытается получить немного её внимания. Позже, когда он открыто заявляет о своих чувствах и спрашивает её, «достаточно ли он хорош, чтобы занять место Синдзи», Аска убегает от него. После этого он признает, что его чувства останутся безответными, и принимает роль друга.
Мисато Кацураги — учитель в классе Синдзи и Аски, по совместительству работающий в Нерв. Она также преподает уроки кулинарии и готовит очень хорошо в отличие от своего оригинального воплощения, умевшего испортить даже фаст-фуд.
Рицуко Акаги — школьная медсестра, а также офицер по науке и медицине в Nerv. Она влюблена в Гэндо Икари.
Рёдзи Кадзи — исследователь, работающий на Нерв, который изучает прошлое Каору Нагисы. В отличие от аниме его статус полностью официальный, он открыто докладывает Гэндо Икари. Он и Мисато встречались во время учёбы в колледже и Рёдзи пришёл в Нерв, чтобы быть к ней ближе.
Юи Икари — мать Синдзи, которая работает в Нерв и живёт вместе с сыном и супругом Гэндо Икари. Её прошлое подробно раскрывается в пятом томе манги.

## Манга
Neon Genesis Evangelion: Angelic Days издавалась в Японии Kadokawa Shoten в журнале Monthly Asuka в период с 2003 по 2005 год, а позже была издана в 6 танкобонах. В период с августа 2005 по январь 2006 манга издавалась Newtype USA. Была переведена на английский язык ADV Manga, на тайский Siam Inter Comics, на французский Glenat, на немецкий Carlsen Comics, на итальянский Panini Comics, на испанский Norma Editorial, лицензирована в Мексике Grupo Editorial Vid, в Аргентине Editorial Ivrea, в Бразилии Conrad Editora.

## Восприятие критикой
MangaLife посчитала, что в Angelic Days персонажи гораздо более устойчивы эмоционально. Эд Чавес, редактор Mania Entertainment посчитал, что Angelic Days «основана на несоответствиях», отметил удачную реализацию концепции романтической комедии, но был обеспокоен тем, как подростки манипулируют взрослыми персонажами. Internet Bookwatch описал серию, как «менее мрачную», чем оригинальный Евангелион, но отметил, что в каждом персонаже «по-прежнему живёт свой собственный внутренний демон, с которым идет конфликт». Джейсон Томпсон в книге Manga: The Complete Guide называет мангу «необязательной», оценивает её 1 звездой из 4 и пишет, что она превратила весь сюжет «Евангелиона» в стандартный любовный треугольник, «упустив всю космическую суть» 26 серии.